# Station Frankfurt (Main) Messe
Frankfurt (Main) Messe is een station in de Duitse stad Frankfurt am Main. Het station is gelegen in het stadsdeel Bockenheim. De naam van het station verwijst naar de nabijgelegen Messe Frankfurt.
Het station ligt aan de Spoorlijn Kassel - Frankfurt, de S-Bahn-lijnen S3, S4, S5 en S6 stoppen hier.

## Beurs
Het station behoort tot stationscategorie 4 en werd in 1999 geopend als beursstation om de beurs beter te laten aansluiten op het lokale openbaar vervoer. Het bestaat uit twee perronsporen, die zich op een centraal perron bevinden. Om het platform te bouwen, moest in een complex proces de afstand tussen de sporen worden vergroot. Om dit te doen, moest de straat ernaast worden verplaatst en een brug herbouwd.
Het perron is middels roltrappen verbonden met de beursfoyer, zodat beursbezoekers direct vanuit de trein naar het entreegebied van de beurs kunnen (alleen open tijdens beursevenementen). De twee andere ingangen, die op elk moment kunnen worden gebruikt, hebben trappen en liften die een barrièrevrije toegang mogelijk maken. Er zijn geen hellingen, maar de zuidelijke ingang is voorzien van een hellende lift.

### Verbinding
Het station wordt uitsluitend bediend door de S-Bahn-lijnen S3, S4, S5 en S6. De intercity en regionale treinen rijden op de parallelle Main-Weser-Bahn. Er zijn hier geen platforms.
Messe · Galluswarte · Hauptbahnhof · Taunusanlage · Hauptwache · Konstablerwache · Ostendstraße · Lokalbahnhof · Südbahnhof · Mühlberg · Westbahnhof · Flughafen Fernbahnhof · Flughafen Regionalbahnhof